# جائزة الولايات المتحدة الكبرى للدراجات النارية 1993
جائزة الولايات المتحدة الكبرى للدراجات النارية 1993 هو سباق دراجات نارية أقيم بتاريخ 12 سبتمبر 1993 في حلبة لاغونا سيكا. كان الجولة الثالثة عشر من أصل 14 في سباق الجائزة الكبرى للدراجات النارية موسم 1993. فاز الأمريكي جون كوسينسكي بفئة 500 سي سي بينما جاء البرازيلي أليكس باروس في المركز الثاني وحصل على المركز الثالث الإيطالي لوكا كادالورا.

## وصلات خارجية
- الموقع الرسمي